# La invención de Morel
A La invención de Morel é um romance do escritor argentino Adolfo Bioy Casares.
O livro conta a história de um fugitivo que se esconde em uma ilha, aparentemente deserta. Aos poucos, o personagem começa a descobrir os curiosos habitantes da ilha, apaixonando-se por uma jovem. Posteriormente, ele descobre a verdade sobre os habitantes, a história do navio-fantasma encontrado perto da ilha e a invenção do cientista Morel.
O livro de Adolfo Bioy Casares é uma romance metafísico com uma dura crítica a tecnologia moderna.
Influenciou a série Lost.